# ماجرای خوابگاه
ماجرای خوابگاه (به انگلیسی: National Lampoon Presents Dorm Daze) یک فیلم جنایی، معمایی و کمدی رمانتیک آمریکایی محصول سال ۲۰۰۳ به کارگردانی دیوید هیلنبرد و اسکات هیلنبرند و به نویسندگی پاتریک کیسی و جاش میلر است. در این فیلم بازیگرانی چون تاتیانا علی، پاتریک کاوانا، پاتریک رنا، کریس اوون، ماری نوئل مارکیز، دانیل فیشل و کامرون ریچاردسون حضور دارند. 
قسمت دوم این فیلم با عنوان ماجرای خوابگاه ۲ در سال ۲۰۰۶ منتشر شد. قسمت سوم این فیلم با عنوان ترانسیلمانیا در سال ۲۰۰۹ منتشر شد. 

## خلاصه داستان فیلم
تعطیلات کریسمس خوابگاه دانشجویی  بیلینگزلی؛ "استالس" هم اتاقی "بوکر" (بوکر عاشق "ریچل" است)، سعی میکند با استخدام یک روسپی به نام "دومنیک" به بهانه بوکر به باکرگی خودش پایان بدهد.  "وانگ" ترم آخری، منتظره دختری فرانسوی و ترم اولی است؛ که نام او هم "دومنیک" است؛ که بجای وانگ هم اتاقی  "فوسبال" شود. "لرنزو" قاچاقچی دارو باید کیفی حاوی سی هزار دلار را به "بریتینی" برساند ولی به اشتباه آن را به یکی از دختران خوابگاه "جری فابر" می دهد و جالب اینکه از آن کیف هم نمونه ایی دیگر پیش "کلر" دوست دختر "تونی" است. ماجرا با اشتباه گرفتن دختر دانشجوی فرانسوی با روسپی استخدام شده، و جابه جا شدن همه چیز با هم، بسیار مهیج، شروع می شود.   